# Laurasia

Laurasia a fost un supercontinent situat în emisfera nordică, care s-a format prin despărțirea supercontinentului Pangeea (celălalt era Gondwana) în timpul Triasicul mijlociu, cu 335-175 milioane de ani în urmă. Laurasia s-a separat de Gondwana acum 215-175 milioane de ani în urmă (începând din perioada Triasicul târziu). 
Numele combină denumirile Laurenția și Eurasia. Cum sugerează și denumirea geologică, Laurasia a inclus cea mai mare parte a maselor de uscat care alcătuiesc continentele de astăzi din emisfera nordică, în special Laurenția, Baltica, Siberia, Kazakhstania și cratogenele China de Nord și China de Est.
Nu trebuie confundat cu Laurussia, continent din Devonian, anterior formării Pangeei.